# All Good Things
All Good Things (Todas las cosas buenas en España, Crimen en familia en Hispanoamérica) es una película estadounidense de drama romántico y suspense dirigida por Andrew Jarecki y protagonizada por Ryan Gosling y Kirsten Dunst. La película está inspirada en la vida de Robert Durst.
All Good Things fue filmada entre abril y julio de 2008 en Connecticut y Nueva York. 
El tráiler oficial fue estrenado el 14 de octubre de 2010 y la película fue finalmente estrenada el 3 de diciembre de 2010 con un lanzamiento limitado.
The New York Times informó que a Robert Durst le gustó la película.

## Sinopsis
En la década de 1970, David Marks (Gosling), el hijo de un magnate de bienes raíces, se casa con una hermosa estudiante de clase trabajadora, Katie McCarthy (Dunst). Juntos, se van de la ciudad para una vida de campo en Vermont - solo para ser atraídos de vuelta por el padre de David.
Tras su regreso, Katie regresa a la facultad de medicina, tratando de entender los cambios de estado de ánimo de David y la falta de voluntad de tener hijos. Mientras que ella se convierte cada vez más independiente, David misteriosamente se vuelve más violento y controlador. Los secretos de la familia son revelados lentamente cuando Katie desaparece sin dejar rastro. Años más tarde, cuando la mejor amiga de David termina muerta, el caso de 20 años se abre nuevamente, con David como el principal sospechoso, y los secretos oscuros de la familia Marks allanan el camino a una verdad inquietante.   
Caso de la vida real, actualmente el asesino serial tendría 74 años.

## Elenco
|               |                |
| Ryan Gosling. | Kirsten Dunst. |

- Ryan Gosling como David Marks.[5]
- Kirsten Dunst como Katie Marks.[6]
- Frank Langella como Sanford Marks.[7]
- Kristen Wiig como Lauren Fleck.[8]
- Philip Baker Hall como Malvern Bump.[9]
- Diane Venora como Janet Rizzo.[9]
- Lily Rabe como Deborah Lehrman.[9][10]
- Nick Offerman como Jim McCarthy.[9][11]
- Liz Stauber como Sharon McCarthy.

## Producción
El guion de All Good Things fue escrito por Marcus Hinchey y Marc Smerling como una narrativa basada libremente en las experiencias de la vida real de Robert Durst, un heredero de bienes raíces cuya primera esposa, Kathleen McCormack, desapareció en 1982. El título de la película, All Good Things, es una referencia a la tienda de salud del mismo nombre hecha por Durst y McCormack en la década de 1970. Después que el guion estuviera completado y Andrew Jarecki había estado de acuerdo en dirigir la película, Ryan Gosling aceptó para protagonizar y Kirsten Dunst también en negociaciones para finales de enero de 2008. A principios de abril, Frank Langella estaba en negociaciones finales con los productores de la película para unirse. Poco después, The Weinstein Company cerró el acuerdo para distribuir la película, y el presupuesto de la película se fijó en $20 millones.
La filmación comenzó en abril en Nueva York y varias ubicaciones en Connecticut, donde fueron elegidas por "el incentivo fiscal, ubicaciones escénicas" proporcionadas por el Estado. El rodaje en Lillinonah Drive en Brookfield, Connecticut comenzó a principios de mayo, en una casa frente al lado. Cinco ubicaciones en la Universidad de Fairfield fueron utilizadas para varias escenas en una semana de filmación. El set se trasladó a Carl Schurz Park, Nueva York, brevemente antes a volver a Connecticut. Tres escenas fueron grabadas en Canal Street, Shelton, Connecticut, el 30 y 31 de mayo después que la licencia de rodaje del equipo de filmación para las escenas fue completada menos de una semana de antemano. Mucha de la filmación de Canal Street enfocaba "las características fuertes e industriales" del área, mientras otros toques como eliminar grafitis fueron hechos. Una escena de un minuto fue grabada en un puente en el Río Housatonic. Las escenas fueron grabadas en la Ruta 7 en Gaylordsville, Connecticut, el 3 de junio. Al día siguiente, la filmación comenzó en Waterbury, Connecticut. El Hospital de Saint Raphael fue utilizado como ubicación el 6 de junio. El set de película en el hospital fue construido en un suelo vacante programado para ser renovado, y llevó una semana para preparar por los diseñadores.
La filmación luego regresó a Brookfield, Connecticut, y se grabó durante dos días en el Centro Comunitario Ridgefield - en Ridgfield, Connecticut.
Jarecki, que previamente produjo y dirigió el documental Capturing the Friedmans, dijo que hacer All Good Things "era menos que querer hacer un largometraje de ficción frente a un documental y más sobre los méritos de este particular proyecto." Grabó "cientos de horas de imágenes" de personas reales relacionadas con la historia verdadera de Robert Durst, diciendo que "era parte del proceso. Quizás terminará en el DVD algún día."

## Lanzamiento
La película fue hecha para estrenarse el 24 de julio de 2009. En primavera de 2009, la película se retrasó. El rumor era que The Weinstein Company no podía lanzar la película debido a problemas financieros. Sin embargo, un conocedor de The Weinstein Company dijo que, "la película es realmente fuerte. Necesitábamos más tiempo para completarla." Poco después, la película se lanzó el 11 de diciembre de 2009, solo para ser atrasada nuevamente por tiempo indefinido. The Weinstein Company lanzó su próxima película, con All Good Things enlistada para lanzarse en el 2010. Esta nunca se materializó. En marzo de 2010, el director Andrew Jarecki, compró los derechos distributivos en Estados Unidos y estaba buscando un nuevo distribuidor para la película. The Weinstein Company todavía tiene los derechos internacionales, como también derechos de televisión por cable. A partir del 24 de agosto de 2010, Magnolia Pictures ha adquirido los derechos estadounidenses para la película y le dio a la película un estreno para cines el 3 de diciembre de 2010.

## Críticas
All Good Things tuvo críticas mixtas de los críticos. En Rotten Tomatoes, la película tiene una calificación de 33% con una puntuación media de 5.5/10 basado en 26 críticas. El consenso fue: "Es bien actuada, y la historia verdadera que la inspira ofrece mucho drama - que es por eso que es tan frustrante que All Good Things es tan cliché y ambiguamente frustrante." Kirsten Dunst y Ryan Gosling han sido elogiados de sus actuaciones. Roger Ebert premió la película con tres estrellas y media de cuatro y dijo, "No entiendo a David Marks después de ver esta película, y no sé sí Andrew Jarecki lo hace."

### DVD
La película fue lanzada en DVD y Blu-ray el 29 de marzo de 2011.

## Inspirada en una historia verídica
Cuando la película se estrenó no se había probado en la justicia la culpabilidad de Robert Durst en ninguno de los asesinatos que esta le atribuye. Sin embargo recientemente Robert Durst fue arrestado con una orden judicial por homicidio por su implicación en tres asesinatos como consecuencia de su propia confesión mientras rodaba un documental sobre su vida dirigido por el mismo director de All Good Things. Aunque no se sabe si era consciente de estar siendo grabado en el momento que lo dijo, declaró "los maté a todos".